# Marco Rose
Marco Rose (Lipsia, 11 settembre 1976) è un allenatore di calcio ed ex calciatore tedesco, di ruolo difensore.
Considerato un allenatore di grande talento e capace di valorizzare anche singoli giocatori (tra cui Marcus Thuram e Joško Gvardiol), ha vinto nel corso della sua carriera sei trofei, tra cui due campionati austriaci con il RB Salisburgo e una Coppa di Germania con il RB Lipsia.

## Carriera

### Giocatore
Cresciuto nel settore giovanile del Lokomotive Lipsia, debutta tra i professionisti nel 1995 in 2. Bundesliga. Dopo cinque anni viene acquistato dall'Hannover 96, con cui vince il campionato cadetto nella stagione 2001-2002. Al termine di quest'ultima si trasferisce al Magonza, restandovi fino al termine della sua carriera.

### Allenatore

#### Gli inizi
Ritiratosi dall'attività agonistica, viene nominato vice tecnico del Magonza. Nel 2012, dopo due anni, lascia tale incarico per diventare allenatore del Lokomotive Lipsia. Con i gialloblù ottiene un 10º posto in Regionalliga Nordost.
Nel 2013, notato dai responsabili del Salisburgo, viene ingaggiato come tecnico della formazione giovanile del club, con la quale vince la UEFA Youth League 2016-2017. Grazie a questo successo viene promosso alla guida della prima squadra, in sostituzione di Óscar García. Con gli austriaci vince due volte la Bundesliga (2017-2018 e 2018-2019) e una volta la Coppa nazionale (2018-2019), oltre a raggiungere la semifinale di UEFA Europa League nell'annata 2017-2018.

#### Borussia Mönchenglabdach
Il 1º luglio 2019 diventa il nuovo allenatore del Borussia M'gladbach. Nella prima stagione, grazie ad ottime prestazioni collettive, centra il quarto posto in campionato, con conseguente qualificazione in UEFA Champions League. 
Nella seconda stagione arriva ottavo in Bundesliga, superando però la fase a gironi in Champions League, grazie al secondo posto dietro al Real Madrid. Negli ottavi di finale, la squadra viene eliminata dal Manchester City.

#### Borussia Dortmund
Nel 2021 diventa l'allenatore del Borussia Dortmund. Il 17 agosto, all'esordio con il Dortmund, perde la Supercoppa di Germania contro il Bayern Monaco. La stagione prosegue con risultati altalenanti e termina con il secondo posto in campionato e con una precoce eliminazione dalla UEFA Champions League (nella fase a gironi) e successivamente dall'Europa League (negli spareggi per accedere agli ottavi di finale). Il 20 maggio 2022 il club annuncia di aver sollevato dall'incarico il tecnico.

#### RB Lipsia
L'8 settembre 2022 assume la guida tecnica del RB Lipsia, in sostituzione dell'esonerato Domenico Tedesco. A fine stagione conduce i Bullen alla vittoria della Coppa di Germania, mentre in Bundesliga chiude al terzo posto. 
All'inizio della stagione seguente vince la Supercoppa di Germania (la prima della storia della sua squadra) contro il Bayern Monaco, per poi chiudere quarto in Bundesliga.
Il 30 marzo 2025, con la squadra al 5º posto in campionato in quel momento, la società decide di esonerarlo.

## Statistiche

### Statistiche da allenatore
Statistiche aggiornate al 30 marzo 2025. In grassetto le competizioni vinte.
| Stagione                   | Squadra                    | Campionato                 | Campionato | Campionato | Campionato | Campionato | Coppe nazionali | Coppe nazionali | Coppe nazionali | Coppe nazionali | Coppe nazionali | Coppe continentali | Coppe continentali | Coppe continentali | Coppe continentali | Coppe continentali | Altre coppe | Altre coppe | Altre coppe | Altre coppe | Altre coppe | Totale | Totale | Totale | Totale | % Vittorie | Piazzamento |
| Stagione                   | Squadra                    | Comp                       | G          | V          | N          | P          | Comp            | G               | V               | N               | P               | Comp               | G                  | V                  | N                  | P                  | Comp        | G           | V           | N           | P           | G      | V      | N      | P      | %          | Piazzamento |
| -------------------------- | -------------------------- | -------------------------- | ---------- | ---------- | ---------- | ---------- | --------------- | --------------- | --------------- | --------------- | --------------- | ------------------ | ------------------ | ------------------ | ------------------ | ------------------ | ----------- | ----------- | ----------- | ----------- | ----------- | ------ | ------ | ------ | ------ | ---------- | ----------- |
| 2012-2013                  | Lokomotive Lipsia          | RN                         | 30         | 9          | 9          | 12         | -               | -               | -               | -               | -               | -                  | -                  | -                  | -                  | -                  | -           | -           | -           | -           | -           | 30     | 9      | 9      | 12     | 30,00      | 10º         |
| 2017-2018                  | Salisburgo                 | BL                         | 36         | 25         | 8          | 3          | CA              | 6               | 4               | 1               | 1               | UCL+UEL            | 4+16               | 2+9                | 2+5                | 0+2                | -           | -           | -           | -           | -           | 62     | 40     | 16     | 6      | 64,52      | 1º          |
| 2018-2019                  | Salisburgo                 | BL                         | 32         | 25         | 5          | 2          | CA              | 6               | 6               | 0               | 0               | UCL+UEL            | 4+10               | 2+8                | 2+0                | 0+2                | -           | -           | -           | -           | -           | 52     | 41     | 7      | 4      | 78,85      | 1º          |
| Totale Salisburgo          | Totale Salisburgo          | Totale Salisburgo          | 68         | 50         | 13         | 5          |                 | 12              | 10              | 1               | 1               |                    | 34                 | 21                 | 9                  | 4                  |             | -           | -           | -           | -           | 114    | 81     | 23     | 10     | 71,05      |             |
| 2019-2020                  | Borussia M'gladbach        | BL                         | 34         | 20         | 5          | 9          | CG              | 2               | 1               | 0               | 1               | UEL                | 6                  | 2                  | 2                  | 2                  | -           | -           | -           | -           | -           | 42     | 23     | 7      | 12     | 54,76      | 4º          |
| 2020-2021                  | Borussia M'gladbach        | BL                         | 34         | 13         | 10         | 11         | CG              | 4               | 3               | 0               | 1               | UCL                | 8                  | 2                  | 2                  | 4                  | -           | -           | -           | -           | -           | 46     | 18     | 12     | 16     | 39,13      | 8º          |
| Totale Borussia M'gladbach | Totale Borussia M'gladbach | Totale Borussia M'gladbach | 68         | 33         | 15         | 20         |                 | 6               | 4               | 0               | 2               |                    | 14                 | 4                  | 4                  | 6                  |             | -           | -           | -           | -           | 88     | 41     | 19     | 28     | 46,59      |             |
| 2021-2022                  | Borussia Dortmund          | BL                         | 34         | 22         | 3          | 9          | CG              | 3               | 2               | 0               | 1               | UCL+UEL            | 6+2                | 3+0                | 0+1                | 3+1                | SG          | 1           | 0           | 0           | 1           | 46     | 27     | 4      | 15     | 58,70      | 2º          |
| set. 2022-2023             | RB Lipsia                  | BL                         | 29         | 19         | 4          | 6          | CG              | 5               | 5               | 0               | 0               | UCL                | 7                  | 4                  | 1                  | 2                  | -           | -           | -           | -           | -           | 41     | 28     | 5      | 8      | 68,29      | Sub. 3º     |
| 2023-2024                  | RB Lipsia                  | BL                         | 34         | 19         | 8          | 7          | CG              | 2               | 1               | 0               | 1               | UCL                | 8                  | 4                  | 1                  | 3                  | SG          | 1           | 1           | 0           | 0           | 45     | 25     | 9      | 11     | 55,56      | 4°          |
| 2024-mar. 2025             | RB Lipsia                  | BL                         | 26         | 11         | 8          | 7          | CG              | 4               | 4               | 0               | 0               | UCL                | 8                  | 1                  | 0                  | 7                  | -           | -           | -           | -           | -           | 38     | 16     | 8      | 14     | 42,11      | Eson.       |
| Totale RB Lipsia           | Totale RB Lipsia           | Totale RB Lipsia           | 89         | 49         | 20         | 20         |                 | 11              | 10              | 0               | 1               |                    | 23                 | 9                  | 2                  | 12                 |             | 1           | 1           | 0           | 0           | 124    | 69     | 22     | 33     | 55,65      |             |
| Totale carriera            | Totale carriera            | Totale carriera            | 289        | 163        | 60         | 66         |                 | 32              | 26              | 1               | 5               |                    | 79                 | 37                 | 16                 | 26                 |             | 2           | 1           | 0           | 1           | 402    | 227    | 77     | 98     | 56,47      |             |

## Palmarès

### Giocatore

#### Competizioni nazionali
- 2. Bundesliga: 1

Hannover: 2001-2002

### Allenatore

#### Competizioni giovanili
- UEFA Youth League: 1

Salisburgo: 2016-2017

#### Competizioni nazionali
- Campionato austriaco: 2

Salisburgo: 2017-2018, 2018-2019
- Coppa d'Austria: 1

Salisburgo: 2018-2019
- Coppa di Germania: 1

RB Lipsia: 2022-2023
- Supercoppa di Germania: 1

RB Lipsia: 2023